# راي سامبسون
راي سامبسون (بالإنجليزية: Ray Sampson)‏ هو لاعب كرة قدم أسترالية أسترالي، ولد في 12 نوفمبر 1949.

## وصلات خارجية
- راي سامبسون على موقع AustralianFootball.com (الإنجليزية)
- راي سامبسون على موقع AFLtables.com (الإنجليزية)